# マツダ・SKYACTIV-D
マツダ・SKYACTIV-D（マツダ・スカイアクティブ ディー）は、マツダが開発、および製造するディーゼルエンジンの名称。SKYACTIV TECHNOLOGYのひとつ。

## 概要

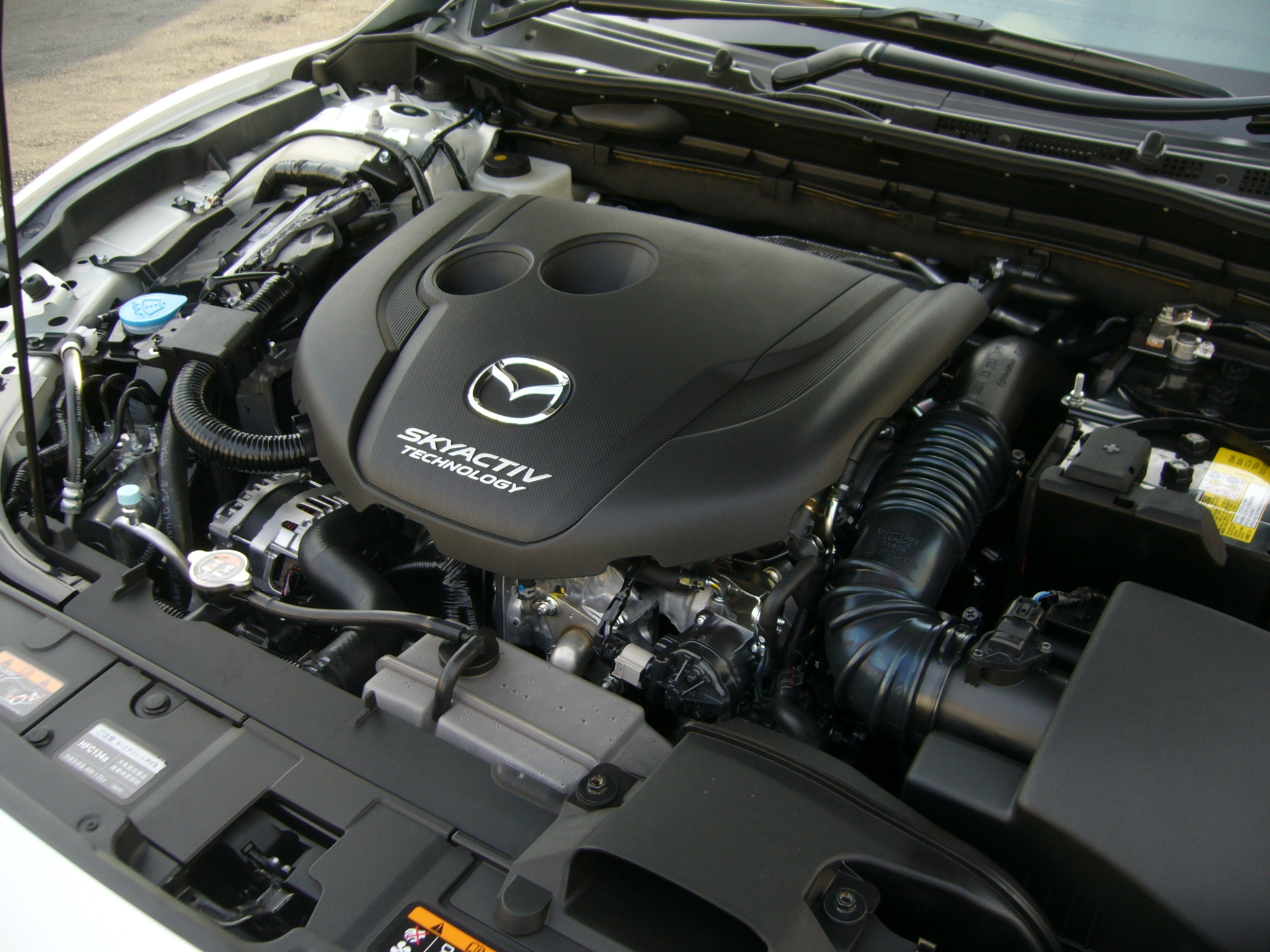
MAZDA6に搭載されるSH-VPTR型エンジン

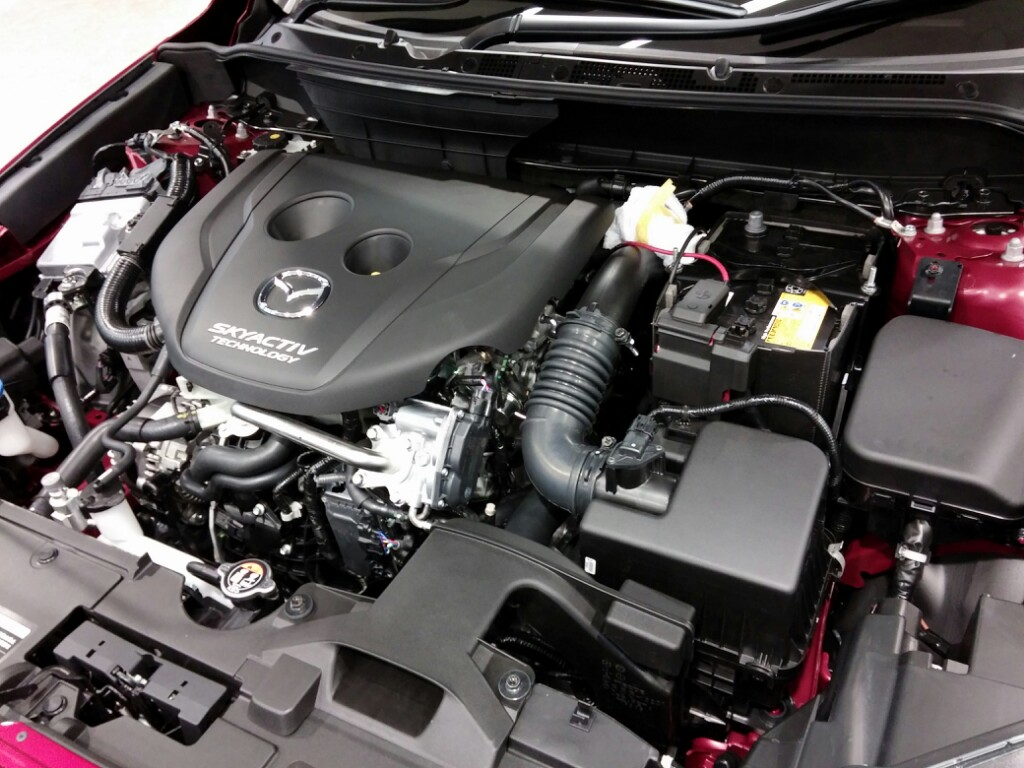
CX-3に搭載されるS5-DPTS型エンジン

ディーゼルエンジンはガソリンエンジンに比べ熱効率が良いため燃費も良い。しかし、ガソリンエンジンよりも高い圧縮比を使用するため、ピストン上死点における圧縮温度と圧力も高くなる。圧縮温度が高い状態で燃料を噴射すると軽油が油滴の状態で直ちに着火して、不均等な燃焼が起こり、煤が発生してNOxの生成量も多くなる。また、高い圧力に耐えるためには、ピストンやシリンダーなどの強度を高める必要があり、各部品の重量がかさんでエンジン総重量が増す。
マツダはディーゼルエンジン特有の欠点を独自の技術として、ディーゼルエンジンの低圧縮比と最大筒内燃焼圧力の低下を実現させた。また、ピストン、シリンダーヘッド、シリンダーブロックの小型・薄肉化による大幅な軽量化を達成。同時に、排気側バルブへのVVL採用や2ステージターボチャージャー（SKYACTIV-D 1.5/1.8はシングルの可変ジオメトリーターボ）の採用により、排ガス浄化装置としては高価かつ複雑な部類となる尿素SCRシステムなどの装置を用いずにディーゼル微粒子捕集フィルター（DPF）のみで高い環境性能を達成している。
また、2000年代以降の日本製自動車エンジンにおいては、エンジンの効率を高める目的から粘度の低いエンジンオイルを用いることが一般的になっており、SKYACTIV-Dにおいても2.2LのSH系では0W-30、1.5LのS5系と1.8LのS8系では0W-20または0W-30のマツダ純正SKYACTIV-D専用エンジンオイル（製品名「純正ディーゼルオイルエクストラ SKYACTIV-D」）が指定オイルとして推奨されている。
日本は原油を輸入に頼っているにもかかわらずガソリンエンジン車への依存度が高く軽油を余らせており、軽油は逆に輸出している現状（実際ENEOSのデータでは供給量（製造+輸入）に対する輸出の比率はガソリンが0.01%に満たないのに対し、軽油は12%となっている。）に触れ、マツダは「ディーゼル車の普及により国内での軽油使用量を増やすことで、日本のエネルギーバランスを最適にし、CO2排出量を削減しながら貴重な輸入資源を無駄なく効率的に使うことができる」と主張している。
2020年3月、マツダは直列6気筒のSKYACTIV-Dの投入を行うことを発表。
2022年、CX-60などのラージセグメント用のエンジンとして、3.3L直列6気筒エンジンが開発された。

## 諸性能

### SKYACTIV-D 1.5
| 型式           | S5-DPTS | S5-DPTR |
| -------------- | --- | --- |
| シリンダー配置 | 水冷直列4気筒DOHC16バルブ直噴エンジン VGターボ | 水冷直列4気筒DOHC16バルブ直噴エンジン VGターボ |
| 排気量         | 1,497 cc | 1,497 cc |
| ボア           | 76 mm | 76 mm |
| ストローク     | 82.5 mm | 82.5 mm |
| 圧縮比         | 14.8：1 | 14.8：1 |
| 燃料噴射装置   | コモンレール | コモンレール |
| 最高出力       | 77 kW（105 PS）/ 4,000 rpm | 77 kW（105 PS）/ 4,000 rpm |
| 最高トルク     | 220 Nm（22.4 kgf·m）/ 1,400-3,200rpm（デミオMT車） 250 Nm（25.5 kgf·m）/ 1,500-2,500rpm（デミオAT車） 270 Nm（27.5 kgf·m）/ 1,600-2,500rpm（アクセラ） | 220 Nm（22.4 kgf·m）/ 1,400-3,200rpm（デミオMT車） 250 Nm（25.5 kgf·m）/ 1,500-2,500rpm（デミオAT車） 270 Nm（27.5 kgf·m）/ 1,600-2,500rpm（アクセラ） |
| i-ELOOP連携    | - | ○ |

搭載車種
- S5-DPTS
  - アクセラ（BML#）

- S5-DPTS/S5-DPTR 
  - デミオ/MAZDA2（DJ5#）
  - CX-3（DK5#）（2018年5月以前）

### SKYACTIV-D 1.8
| 型式           | S8-DPTS                                               | S8-DPTR                                               |
| -------------- | ----------------------------------------------------- | ----------------------------------------------------- |
| シリンダー配置 | 水冷直列4気筒DOHC16バルブ直噴エンジン VGターボ        | 水冷直列4気筒DOHC16バルブ直噴エンジン VGターボ        |
| 排気量         | 1,756 cc                                              | 1,756 cc                                              |
| ボア           | 79.0 mm                                               | 79.0 mm                                               |
| ストローク     | 89.6 mm                                               | 89.6 mm                                               |
| 圧縮比         | 14.8：1                                               | 14.8：1                                               |
| 燃料噴射装置   | コモンレール                                          | コモンレール                                          |
| 最高出力       | 85 kW（116 PS）/ 4,000 rpm 95 kW (130 PS) / 4,000 rpm | 85 kW（116 PS）/ 4,000 rpm 95 kW (130 PS) / 4,000 rpm |
| 最高トルク     | 270 Nm（27.5 kgf·m）/ 1,600-2,600rpm                  | 270 Nm（27.5 kgf·m）/ 1,600-2,600rpm                  |
| i-ELOOP連携    | -                                                     | ○                                                     |

搭載車種
- S8-DPTS/S8-DPTR 
  - CX-3（DK8#）（2018年5月以降）
  - CX-30（DM8#）
  - MAZDA3（BP8#）

### SKYACTIV-D 2.2
空冷式の変則ツインターボで加給を行う。2つのタービンは直列に配置されており、最初に小型タービン、続いて大型タービンが設置されている。出力は初期型が175馬力であったが、エッグ形状のピストン断面を採用した改良型では190馬力となり、のちに200馬力となった。2018年ぐらいまでの初期型には排気側カムシャフトが異常摩耗するという問題があり、ターボチャージャが破損したり、エンジンブローに至るトラブルが頻発した。また、排気バルブの1つが動かなくなるために排圧があがり、ガスケットが吹き抜けたり、オーバーヒートする症状が発生することがある。EGRへの排気の抽出は触媒とDPFフィルターの手前から行われている。
| 型式           | SH-VPTS                                                        | SH-VPTR                                                        |
| -------------- | -------------------------------------------------------------- | -------------------------------------------------------------- |
| シリンダー配置 | 水冷直列4気筒DOHC16バルブ直噴エンジン 2ステージターボ          | 水冷直列4気筒DOHC16バルブ直噴エンジン 2ステージターボ          |
| 排気量         | 2,188 cc                                                       | 2,188 cc                                                       |
| ボア           | 86 mm                                                          | 86 mm                                                          |
| ストローク     | 94.2 mm                                                        | 94.2 mm                                                        |
| 圧縮比         | 14.0：1（129KW仕様） / 14.4 : 1（140KW仕様・147KW仕様）        | 14.0：1（129KW仕様） / 14.4 : 1（140KW仕様・147KW仕様）        |
| 燃料噴射装置   | コモンレール                                                   | コモンレール                                                   |
| 最高出力       | 129-140 kW（175-190 PS）/ 4,500 rpm 147 kW (200 PS) / 4,000rpm | 129-140 kW（175-190 PS）/ 4,500 rpm 147 kW (200 PS) / 4,000rpm |
| 最高トルク     | 420-450 Nm（42.8-45.9 kgf·m）/ 2,000rpm                        | 420-450 Nm（42.8-45.9 kgf·m）/ 2,000rpm                        |
| i-ELOOP連携    | -                                                              | ○                                                              |
| BMEP           | 25.84 bar                                                      | 25.84 bar                                                      |

搭載車種
- SH-VPTS
  - CX-5（KE2#、KF2#）
  - CX-8（KG2#）
- SH-VPTR
  - アテンザ/MAZDA6（GJ2#）
  - アクセラ（BM2#）

### SKYACTIV-D 3.3[9]
水冷式インタークーラーを備えたシングルターボディーゼルエンジン。タービンは前後逆方向に設置され後方からエアを吸入する。タービンの排気は前方側に排出され、直後に設置された触媒とDPFフィルターを通過する。EGRへの排気の抽出はDPFフィルターを通過したあとのマフラーから行われる。SKYACTIV-D 2.2のエッグ型燃焼室を更に進化させたWエッグ型燃焼室を採用する。また、このエンジンを搭載している車種にはサイドシグネチャ―ガーニッシュにテクノロジーバッジ（INLINE6）が付けられている。
| 型式           | T3-VPTS                                                                                     |
| -------------- | ------------------------------------------------------------------------------------------- |
| シリンダー配置 | 水冷直列6気筒DOHC24バルブ直噴エンジン VGターボ                                              |
| 排気量         | 3,283 ㏄                                                                                    |
| ボア           | 86.0 ｍｍ                                                                                   |
| ストローク     | 94.2 ｍｍ                                                                                   |
| 圧縮比         | 15.2                                                                                        |
| 燃料噴射装置   | デンソー製i-ART ピエゾ式 250MPa                                                             |
| 最高出力       | 187kW（254 PS）/ 3,750 rpm 12.4kW（16.9 PS）/ 900 rpm （モーター最高出力）                  |
| 最大トルク     | 550Nm（56.1 kgf・m）/ 1,500-2,400 rpm 153Nm（112.8 kgf・m）/ 200 rpm （モーター最大トルク） |
| モーター       | MR46型永久磁石式同期モーター                                                                |
| BMEP           | 21.05 bar                                                                                   |

#### 搭載車種
- CX-60
- CX-70
- CX-80
- CX-90